# Eunanus murinus
Eunanus murinus är en skalbaggsart som beskrevs av Ohaus 1909. Eunanus murinus ingår i släktet Eunanus och familjen Rutelidae. Inga underarter finns listade i Catalogue of Life.